# Городок (станція)
Городо́к (біл. Гарадо́к) — проміжна залізнична станція 4-го класу Вітебського відділення Білоруської залізниці на лінії Єзерище — Вітебськ між станціями Прудок (4,6 км) та Залуччя (7,9 км). Розташована в однойменному місті Городоцького району Вітебської області.

## Історія
Станція Городок виникла 1904 року.

## Пасажирське сполучення
На станції зупиняються поїзди регіональних ліній економкласу сполученням Вітебськ — Єзерище.